# Kościół katolicki św. Anny w Detroit
Kościół katolicki św. Anny w Detroit – kościół parafii rzymskokatolickiej św. Anny w Detroit. Jest drugim najstarszym kościołem parafialnym w Stanach Zjednoczonych po kościele (obecnie katedrze) w St. Augustine.
Jest wpisany na listę National Register of Historic Places.

## Historia

### XVIII w.
Obecny kościół św. Anny jest ósmym z kolei. Jego początki sięgają 24 lipca 1701, kiedy francuski podróżnik Antoine de la Mothe Cadillac, płynąc ze swoją świtą z Montrealu, zatrzymał się nad brzegiem rzeki Detroit. Po wyjściu na ląd rozpoczął wznoszenie konstrukcji, która dała później początek fortowi Detroit. Dwa dni później, w święto św. Anny, nowi przybysze rozpoczęli budowę kaplicy, którą dedykowali patronce francuskich pionierów w Nowym Świecie. Opiekę duszpasterską sprawowali dwaj francuscy księża, z których jeden – po nieporozumieniach z Cadillakiem – wyjechał na jesieni tego samego roku. Drugi, Nicholas Constantine del Halle, obok posługi duszpasterskiej zajmował się nawracaniem miejscowej ludności indiańskiej. W 1703 grupa tubylców, niezadowolonych z obecności Francuzów, podpaliła magazyn żywnościowy i kościół. W roku następnym kościół odbudowano. 2 lutego 1704, wraz z otwarciem nowego kościoła i chrztem córki Cadillaca, rozpoczęto prowadzenie nowych ksiąg parafialnych. Liczący 334 strony rejestr ślubów, chrztów, pogrzebów i innych wydarzeń religijnych, obejmujący lata 1704–1744, znajduje się obecnie w archiwach archidiecezji Detroit. Specjalny rozdział poświęcono nawracanym Indianom, zwłaszcza z plemienia Huronów. Ówczesne życie w osadzie cechowały konflikty osadników z Huronami, a także międzyplemienne rywalizacje Miami, Siuksów, Ottawów i Huronów. Latem 1706, w czasie jednej z potyczek z Huronami, życie stracił ojciec del Halle. Został on pochowany pod ołtarzem kościoła, a później jego szczątki były przenoszone i ponownie grzebane w kolejnych kościołach. Ostateczne miejsce jego pochówku nie jest znane. W 1708 biali parafianie oraz pewna liczba indiańskich konwertytów rozpoczęli budowę trzeciego kościoła. Była to konstrukcja drewniana, mająca ok. 10 m długości i ponad 8 m szerokości. Podczas kolejnego konfliktu z Indianami obrońcy fortu podpalili świątynię, nie chcąc, żeby ułatwiła ona atak Indianom. Przez następnych kilkanaście lat msze odprawiano wewnątrz jednego z budynków fortu. Z biegiem lat coraz więcej osadników opuszczało fort, a kościół przez pewien okres nie miał stałego proboszcza. W 1722 do fortu przybył ojciec Bonaventure Lienard. Choć zapisy z tego okresu są niejasne, historycy uważają, iż zbudowano wówczas co najmniej jeden nowy kościół. W 1749 imigracja do Detroit nasiliła się i w związku ze wzrostem liczby mieszkańców konieczna stała się budowa większego kościoła. Decyzję o jego zbudowaniu podjął w 1754 ojciec (Simple) Bocquet.
Nowy kościół św. Anny, prawdopodobnie szósty, został ukończony w 1755. Kroniki notują, iż w kościele miało miejsce pierwsze protestanckie nabożeństwo, celebrowane przez anglikańskiego kapelana brytyjskiego pułku przechodzącego w pobliżu Detroit. Pomimo to kościół pozostał nadal francuski i katolicki aż do 1942, kiedy to wygłoszono w nim ostatnie kazanie w języku francuskim.
W wyniku traktatu paryskiego z 1763 Nowa Francja, a wraz z nią Detroit, znalazły się pod władzą Wielkiej Brytanii. Anglicy, zajęci konfliktem z kolonistami na wschodnim wybrzeżu, nie zwracali jednak uwagi na Detroit, dzięki czemu francuskie duchowieństwo mogło kontynuować swoją posługę w forcie.

### XIX w.
Ważnym wydarzeniem w dziejach kościoła stało się przybycie w 1798 młodego francuskiego kapłana, Gabriela Richarda. Przyczynił się on do obrony francuskiego stanu posiadania przed wzrastającym wpływem Anglosasów. Richard, który spędził trzydzieści dwa lata w parafii, w tym trzydzieści jako proboszcz, położył też duże zasługi na polu edukacji. W 1817 pomagał w założeniu Uniwersytetu Michigan (funkcjonującego początkowo w Detroit), organizował też pierwsze szkoły katolickie na tym obszarze.
W 1805 Detroit strawił groźny pożar. Zniszczeniu uległa większość budynków w mieście, w tym i kościół św. Anny. Kościół postanowiono odbudować, ale trudności ekonomiczne wywołane skutkami pożaru spowodowały, iż jego odbudowę rozpoczęto w 1818, a ukończono w 1828.
W latach 1833–1844 kościół św. Anny pełnił funkcję katedry nowo powstałej diecezji Detroit.
W 1844 katedrą został kościół św. Piotra i Pawła. 27 czerwca 1886 miała miejsce ostatnia posługa w dotychczasowym kościele św. Anny, a tydzień później został on wyburzony. Decyzja o wybudowaniu nowego kościoła wywołała rozłam wśród parafian; część z nich opowiedziała się za nowym kościołem, zlokalizowanym w obrębie ulic Howard i 19th Street, a część przeszła do parafii św. Joachima, której kościół również został wyznaczony jako kościół parafii francuskiej. 28 kwietnia 1886 rozpoczęto budowę kościoła św. Anny, do którego ze starego kościoła zabrano: kamień węgielny, ołtarz główny, dzwon, i figury św. Anny i Maryi. Pod ołtarzem złożono szczątki księdza Richarda, również zabrane ze starego kościoła (w 1976 zostały one przeniesione do kaplicy przy kościele). Pozostałe wyposażenie (ołtarze boczne, organy, stacje drogi krzyżowej, dwie rzeźby i ambona) powędrowało do kościoła św. Joachima. Budowa nowego kościoła św. Anny została zakończona w dniu 27 października 1887.

### XX w.
W następnych dziesięcioleciach, w wyniku zmian demograficznych Detroit, zmieniał się również przekrój społeczny wspólnoty parafialnej kościoła św. Anny. W latach 20. XX w. zaznaczył się wpływ Irlandczyków, natomiast kolejne dekady stały pod znakiem napływu imigrantów meksykańskich, zwłaszcza w latach 30., w okresie prześladowań kościoła katolickiego w Meksyku. W 1946 wygłoszono w kościele pierwsze kazanie w języku hiszpańskim. Obecność imigrantów z Południa, przyjeżdżających w poszukiwaniu pracy, okazała się zjawiskiem trwałym. Dziś 75 procent spośród 850 parafian stanowią wierni hiszpańskojęzyczni. Około 40 procent mieszkańców żyje na granicy ubóstwa lub poniżej, co nie sprzyja pozyskiwaniu funduszy niezbędnych do utrzymania kościoła.

## Architektura

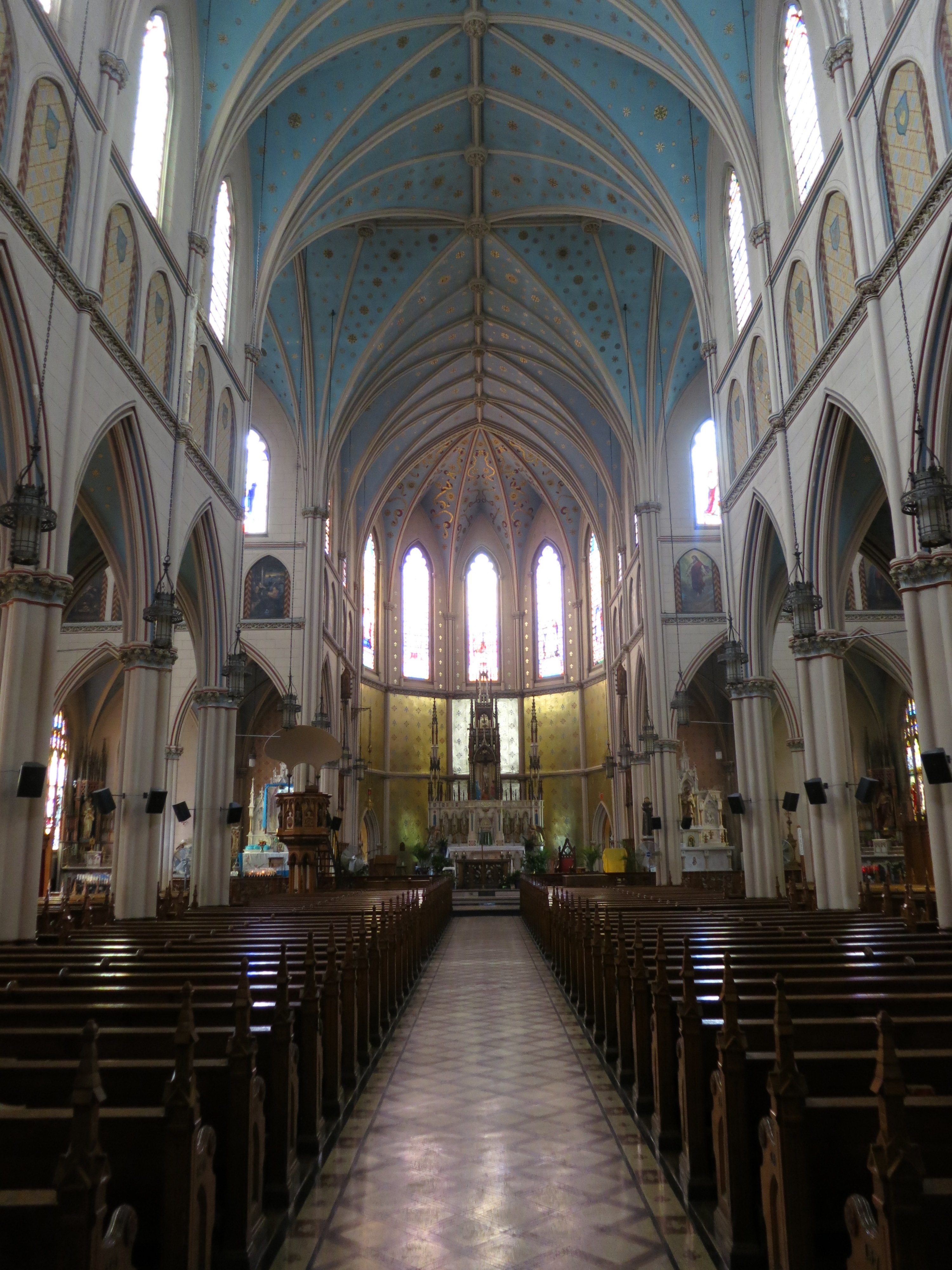
Obraz nawy głównej oraz prezbiterium

Kościół św. Anny stanowi obecnie kompleks składający się z pięciu budynków: kościoła, plebanii, szkoły, sali zebrań i klasztoru. Kościół został zbudowany w stylu neogotyckim na planie krzyża z murami z wapienia i czerwonej cegły. Jego fasadę flankują dwie spiczaste wieże o wysokości 54.86 m. Z elementów dekoracyjnych charakterystyczna są gzymsy kordonowe w jasnych kolorach, konsole i wąskie gotyckie okna wypełnione maswerkiem. W fasadzie wejściowej znajduje się ostrołukowy portal uskokowy. Wewnątrz kościoła jest 1 300 miejsc siedzących. Pozostałe budynki są mniej dekorowane.